# Élections générales britanniques de 2017 au pays de Galles
Des élections générales britanniques ont eu lieu le 8 juin 2017 pour élire la 57e législature du Parlement du Royaume-Uni.

## Sondages

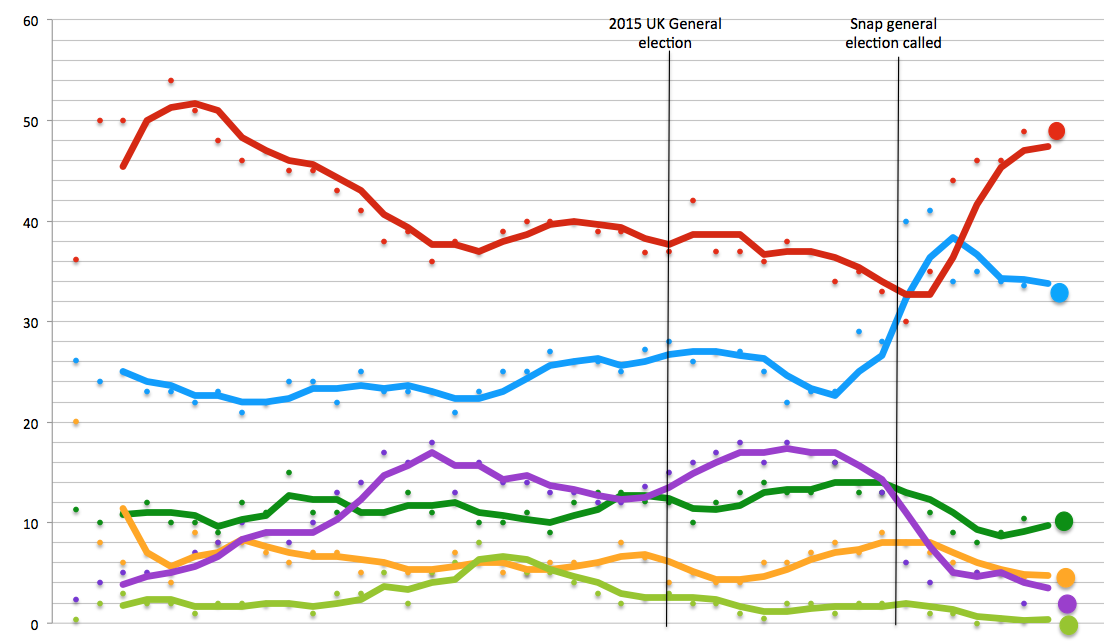
Sondages sur les élections au pays de Galles depuis 2010

## Résultats
| Partis | Partis                      | Voix    | Voix  | Voix       | Total des sièges | Total des sièges |
| Partis | Partis                      | Votes   | %     | +/−        | Sièges           | +/−              |
| ------ | --------------------------- | ------- | ----- | ---------- | ---------------- | ---------------- |
|        | Parti travailliste gallois  | 771 354 | 48,9  | 12,1       | 28 / 40          | 3                |
|        | Parti conservateur gallois  | 528 839 | 33,6  | 6,3        | 8 / 40           | 3                |
|        | Plaid Cymru                 | 164 466 | 10,4  | 1,7        | 4 / 40           | 1                |
|        | Libéraux-démocrates gallois | 71 039  | 4,5   | 2,0        | 0 / 40           | 1                |
|        | UKIP                        | 31 376  | 2,0   | 11,6       | 0 / 40           | stagnation       |
|        | Parti vert                  | 5 128   | 0,3   | 2,2        | 0 / 40           | stagnation       |
|        | Autres                      | 3 612   | 0,2   | 0,1        | 0 / 40           | stagnation       |
| Total  | Total                       |         | 100,0 | stagnation | 40 / 40          | stagnation       |

## Députés élus
| Circonscription                         | Député sortant | Député sortant      | Député élu | Député élu          |
| --------------------------------------- | -------------- | ------------------- | ---------- | ------------------- |
| Aberavon                                |                | Stephen Kinnock     |            | Stephen Kinnock     |
| Aberconwy                               |                | Guto Bebb           |            | Guto Bebb           |
| Alyn and Deeside                        |                | Mark Tami           |            | Mark Tami           |
| Arfon                                   |                | Hywel Williams      |            | Hywel Williams      |
| Blaenau Gwent                           |                | Nick Smith          |            | Nick Smith          |
| Brecon and Radnorshire                  |                | Chris Davies        |            | Chris Davies        |
| Bridgend                                |                | Madeleine Moon      |            | Madeleine Moon      |
| Caerphilly                              |                | Wayne David         |            | Wayne David         |
| Cardiff Central                         |                | Jo Stevens          |            | Jo Stevens          |
| Cardiff North                           |                | Craig Williams      |            | Anna McMorrin       |
| Cardiff South and Penarth               |                | Stephen Doughty     |            | Stephen Doughty     |
| Cardiff West                            |                | Kevin Brennan       |            | Kevin Brennan       |
| Carmarthen East and Dinefwr             |                | Jonathan Edwards    |            | Jonathan Edwards    |
| Carmarthen West and South Pembrokeshire |                | Simon Hart          |            | Simon Hart          |
| Ceredigion                              |                | Mark Williams       |            | Ben Lake            |
| Clwyd South                             |                | Susan Jones         |            | Susan Jones         |
| Clwyd West                              |                | David Jones         |            | David Jones         |
| Cynon Valley                            |                | Ann Clwyd           |            | Ann Clwyd           |
| Delyn                                   |                | David Hanson        |            | David Hanson        |
| Dwyfor Meirionnydd                      |                | Liz Saville-Roberts |            | Liz Saville-Roberts |
| Gower                                   |                | Byron Davies        |            | Tonia Antoniazzi    |
| Islwyn                                  |                | Chris Evans         |            | Chris Evans         |
| Llanelli                                |                | Nia Griffith        |            | Nia Griffith        |
| Merthyr Tydfil and Rhymney              |                | Gerald Jones        |            | Gerald Jones        |
| Monmouth                                |                | David Davies        |            | David Davies        |
| Montgomeryshire                         |                | Glyn Davies         |            | Glyn Davies         |
| Neath                                   |                | Christina Rees      |            | Christina Rees      |
| Newport East                            |                | Jessica Morden      |            | Jessica Morden      |
| Newport West                            |                | Paul Flynn          |            | Paul Flynn          |
| Ogmore                                  |                | Chris Elmore        |            | Chris Elmore        |
| Pontypridd                              |                | Owen Smith          |            | Owen Smith          |
| Preseli Pembrokeshire                   |                | Stephen Crabb       |            | Stephen Crabb       |
| Rhondda                                 |                | Chris Bryant        |            | Chris Bryant        |
| Swansea East                            |                | Carolyn Harris      |            | Carolyn Harris      |
| Swansea West                            |                | Geraint Davies      |            | Geraint Davies      |
| Torfaen                                 |                | Nick Thomas-Symonds |            | Nick Thomas-Symonds |
| Vale of Clwyd                           |                | James Davies        |            | Chris Ruane         |
| Vale of Glamorgan                       |                | Alun Cairns         |            | Alun Cairns         |
| Wrexham                                 |                | Ian Lucas           |            | Ian Lucas           |
| Ynys Môn                                |                | Albert Owen         |            | Albert Owen         |